# Thorsten Nordenfelt

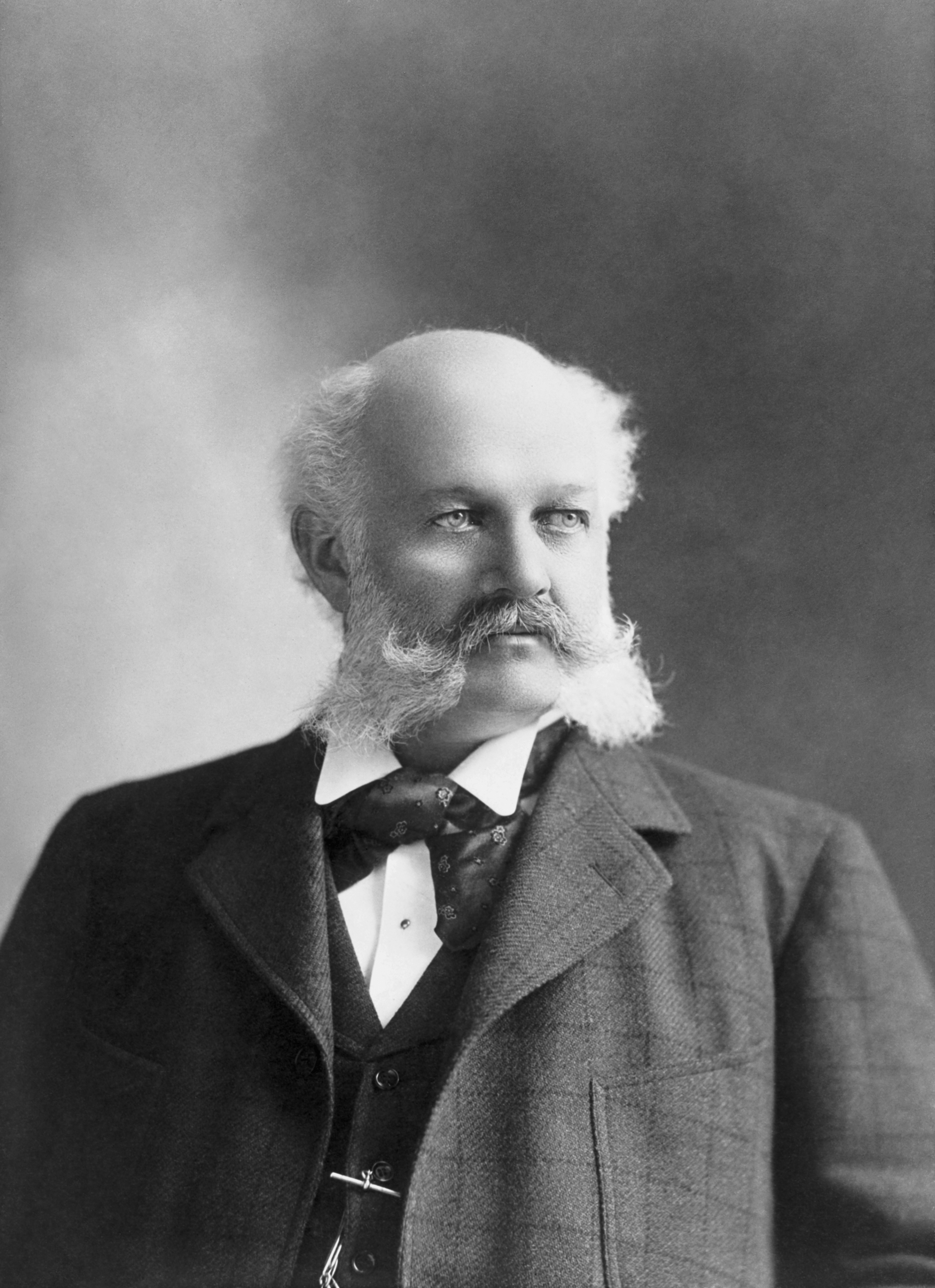
Portrait de Thorsten Nordenfelt. Portrait crédité au photographe américain Charles Milton Bell, mais plus probablement à son entreprise, c'est-à-dire sa femme ou ses enfants, vu qu'il était mort à la réalisation de cette oeuvre. 1894.

Thorsten Nordenfelt, né le 1er mars 1842 à Örby près de Kinna en Suède et mort le 8 février 1920 à Stockholm, est un industriel suédois de l'armement. On trouve aussi parfois l'orthographe Nordenfeldt, bien que lui et sa famille utilisaient exclusivement Nordenfelt.
De 1862 à 1866, il travaille pour la succursale à Londres d'une entreprise suédoise. En 1867, il épouse Emma Stansfeld Grundy, s'installe en Angleterre, et s'associe avec son beau-frère pour vendre de l'acier suédois pour faire des rails. Puis il s'engage dans l'armement avec la Mitrailleuse Nordenfelt conçue par l'inventeur Helge Palmcrantz. Il produit des armes de calibres de 37 à 57 mm.

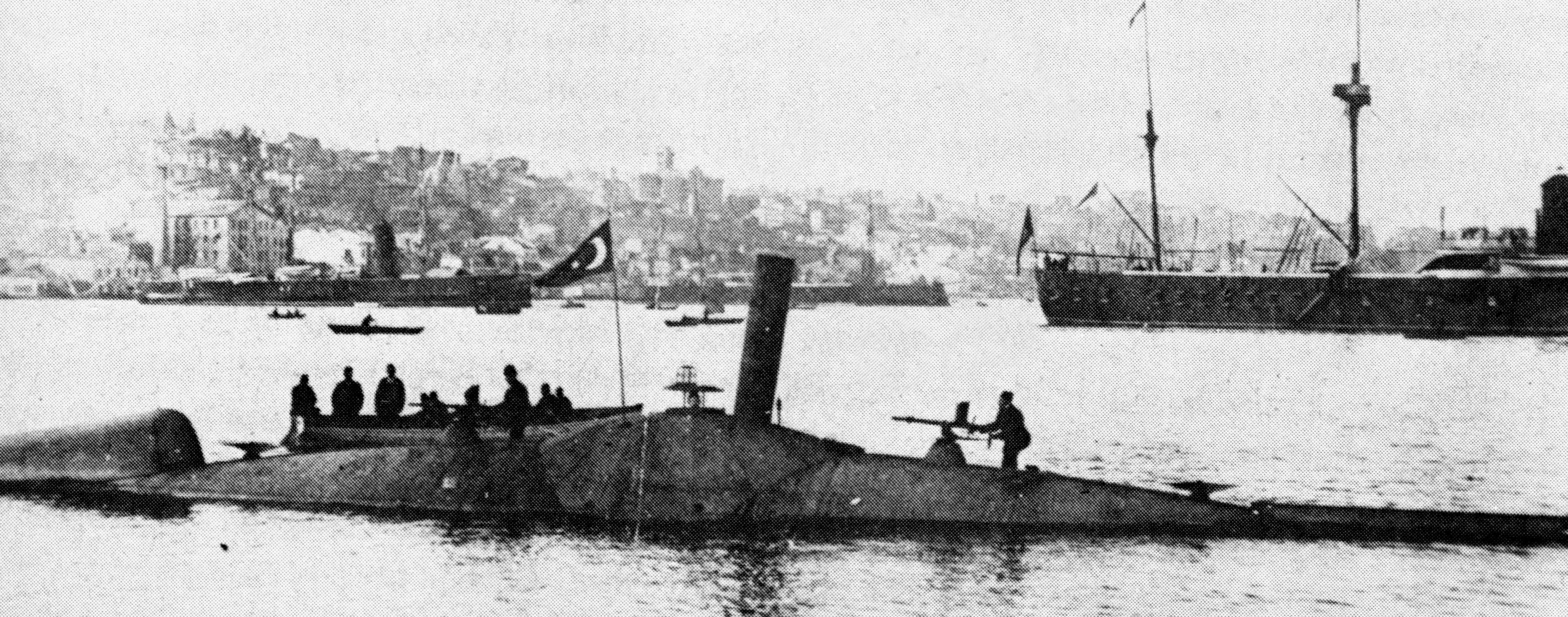
Sous-marin Ottoman Abdülhamid (1886) de type Nordenfelt, le premier à tirer une torpille en plongée. L'associé de Nordefelt Basil Zaharoff convaincra les ottomans d'en acheter deux (Abdülhamid, 1886 et Abdülmecid, 1887) après en avoir vendu un à crédit à la Grèce. Assemblés au chantier naval Taşkızak à Istanbul à partir de pièces fabriquées en Angleterre.

À la suite de la rencontre de George Garrett (en), qui a déjà construit un sous-marin (qui coula avant toute présentation), Nordenfelt fait fabriquer en 1884 par Bolinders (sv) à Stockholm le Nordenfelt I, sous-marin de 56 tonnes et 19,5 mètres de long. Mû en surface par une machine à vapeur de 100 Cv (à éteindre pour la plongée), armé d'une torpille et d'une mitrailleuse, son rayon d'action devait être de 240 kilomètres. L'engin, peu convaincant, est vendu en 1886 à la Grèce grâce aux connexions politique de l'associé de Nordenfelt, Basil Zaharoff,, ce qui sert d'argument pour vendre les modèles II et III à l'Empire ottoman en 1886 et 1887, vente qui sert de nouveau d'argument pour vendre le IV à la Russie en 1887. Cependant les russes le trouve trop défectueux, ne l'acceptent pas et ne le payent pas non plus.
Sous la pression de la banque Rothschild, la compagnie de Nordenfelt fusionne avec celle d'Hiram Maxim en 1888, formant la Maxim Nordenfelt Guns and Ammunition Company. En 1897 cette compagnie tombera dans l'escarcelle de Vickers.
En 1890 Nordenfelt est en faillite personnelle et doit abandonner ses parts de la compagnie. Il rejoint la France et, en dépit d'une clause de non-concurrence (ce qui lui vaudra un procès), il fonde la Société Nordenfelt qui conçoit le mécanisme de fermeture de la culasse du canon de 75 mm modèle 1897.
En 1903 il prend sa retraite en Suède.